# Lijst van rivieren in Myanmar

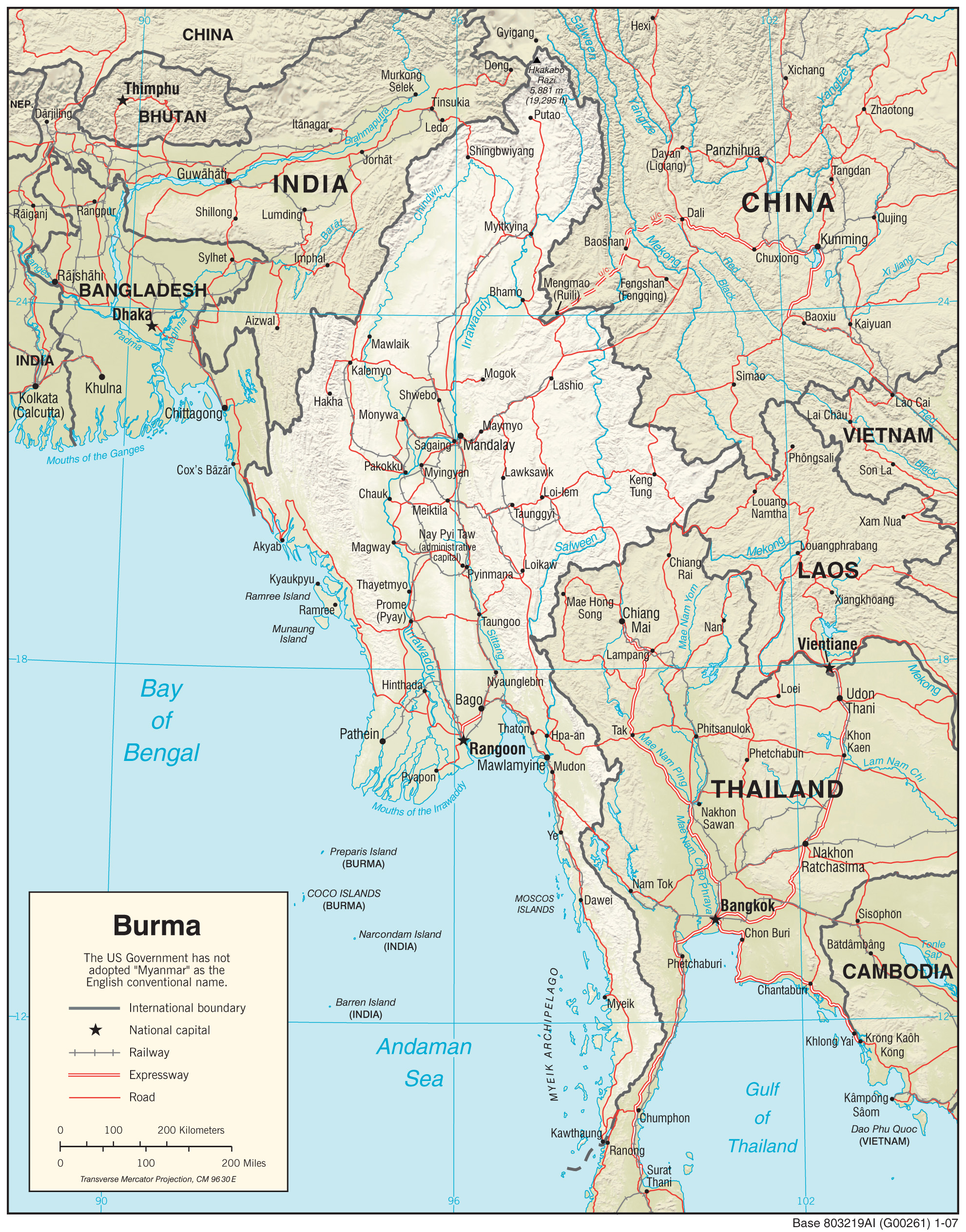
Kaart van Myanmar.

Dit is een lijst van rivieren in Myanmar. De rivieren in deze lijst zijn geordend naar drainagebekken en de opeenvolgende zijrivieren zijn ingesprongen weergegeven onder de naam van elke hoofdrivier.

## Indische Oceaan
- Nāf
- Kaladan
- Lemro
- Mayu
- Kaleindaung
- Pathein (Bassein)
  - Dagā
- Pyanmalot (Pyamalaw)
- Irrawaddy (Ayeyarwady)
  - Yin
  - Mon
  - Yaw
    - Kyaw

  - Chindwin
    - Myittha
      - Manipur

    - Uyu
    - Tizu

  - Mu
  - Myitnge
    - Zawgyi

  - Shweli
  - Taping
  - N'Mai
  - Mali
- Thandi
- Yangon (Rangoon / Hlaing)
  - Bago (Pegu)
  - Myitmaka
- Sittaung
  - Phyu
  - Kha Paung
  - Sinthay
  - Paunglaung
- Bilin
- Salween (Thanlwin)
  - Ataran
    - Zami
    - Winyaw

  - Gyaing
    - Haungtharaw

  - Yunzalin
  - Moei (Thaungyin)
  - Pawn
    - Pilu

  - Pai
  - Teng
  - Hsim
  - Nam Pang
  - Nanding
- Ye
- Heinze
- Dawei (Tavoy)
- Grote Tenasserim (Tanintharyi)
- Lenya
- Kraburi (Pakchan)
- Dapein
- Tarpein
- Paung Laung
- Chaungmagyi

## Zuid-Chinese Zee
- Mekong
  - Kok
  - Ruak
  - Loi